# ラフ (ゴルフ)
ラフ（Rough）とは、ゴルフコースを形成する一要素である。コースの境界線の内側に存在してコースの外形をかたどっている。また、戦略的な味を増強する上でフェアウェイを分断するように配置されている。

## 特徴

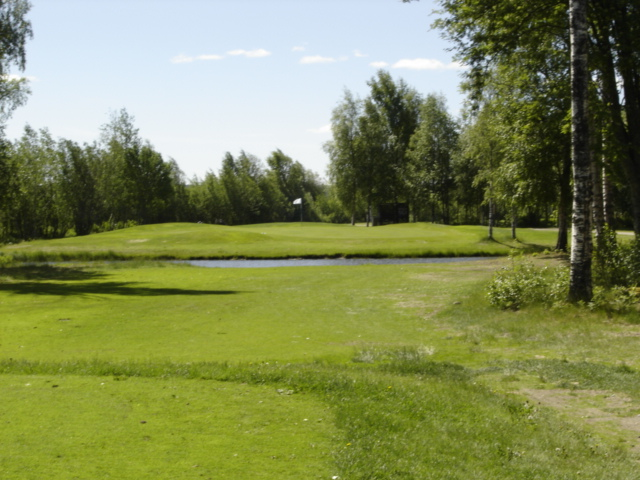
写真の右下が、ラフの部分

フェアウェイが短く刈り込まれた芝で覆われているのに対し、ラフはその名の通り地面が多少荒れていたり、芝の背丈がまちまちになっていたりする。さらに、芝以外の種々の植物が混在していることもある。その結果、ラフにボールを打ち込むと長く転がり続けることなく停止する。
ラフと一口に言っても様々な形態があり、コースの中央部に近いラフならば比較的芝の背丈が整っていたり、傾斜がその前後左右のフェアウェイに沿っていることなど、好条件のものがある。逆にコースの縁に位置するラフは特に急斜面になっていたり背の高い多種の植物が密集して生えていたりしていっそう困難な状態に仕立てられているものがある。

## 違反行為
時に植物の深い群れの下にボールが埋まってしまった場合、そのボールを拾い上げて植物の上に乗せなおして打ちたいと考える人もいるが、これは反則行為である。たとえこのような状況であっても、ボールを打って脱出するには、現状のまま行わねばならない。斜面の下など、他のプレイヤーなどから見えないからといってこのような行為をこっそり行うのはルール以前の問題としてゴルフの精神に反するものである。

## 戦略
ラフからボールを打ち出すのは、フェアウェイからの場合に比べ難しく、飛距離や方向性が損なわれる。したがって一般的なプレイではボールをラフに入れないように工夫するのが普通である。
しかし、ラフはバンカーやウォーターハザードのように「何としてでも避ける」ものではない。複雑な形状のコースならば、ラフからラフへと打ち続けて近道をするという戦略をとることもある。この戦略を成功させるには、ラフから良い玉を打ち出すための方法を確立し、ラフによるデメリットを解消できるようにする必要がある。もちろんのことながらプレイするコースのラフがどのような形態であるかを知らなければならない。
あまりにも困難なラフに陥った場合、アンプレヤブル（アンプレイアブルとも、略してアンプレとも言う）を自身の判断で宣言し、1打のペナルティを負った上で適切な方法にて処理するというのも一つの脱出手段である。困難な状況に意地を張って無駄なショットを繰り返すのはスコアの面でも好ましくない上、円滑なプレイの進行を妨げる点で好ましくない。